# International Data Spaces
Die International Data Spaces (IDS) ist eine Initiative mit dem Ziel, einen sicheren, domänenübergreifenden Datenraum zu schaffen, der Unternehmen verschiedener Branchen und aller Größen die souveräne Bewirtschaftung ihrer Datengüter ermöglicht. Die Grundlage dazu stellt ein Referenzarchitekturmodell dar, das im Rahmen des gleichnamigen, vom Bundesministerium für Bildung und Forschung geförderten Forschungsprojekts durch zwölf Institute der Fraunhofer-Gesellschaft unter Federführung von Boris Otto (Fraunhofer ISST) entwickelt wurde. Die Initiative zu den International Data Spaces ist nicht durch geografische Grenzen limitiert, sondern hat eine europäische bzw. internationale Ausrichtung. Zur Verstetigung der Aktivitäten ist die Initiative in Form des eingetragenen Vereins International Data Spaces Association institutionalisiert worden, der am 26. Januar 2016 in Berlin gegründet wurde. Die Aktivitäten wurden vormals unter der  Bezeichnung „Industrial Data Space“ durchgeführt.

## Hintergrund und Ziele

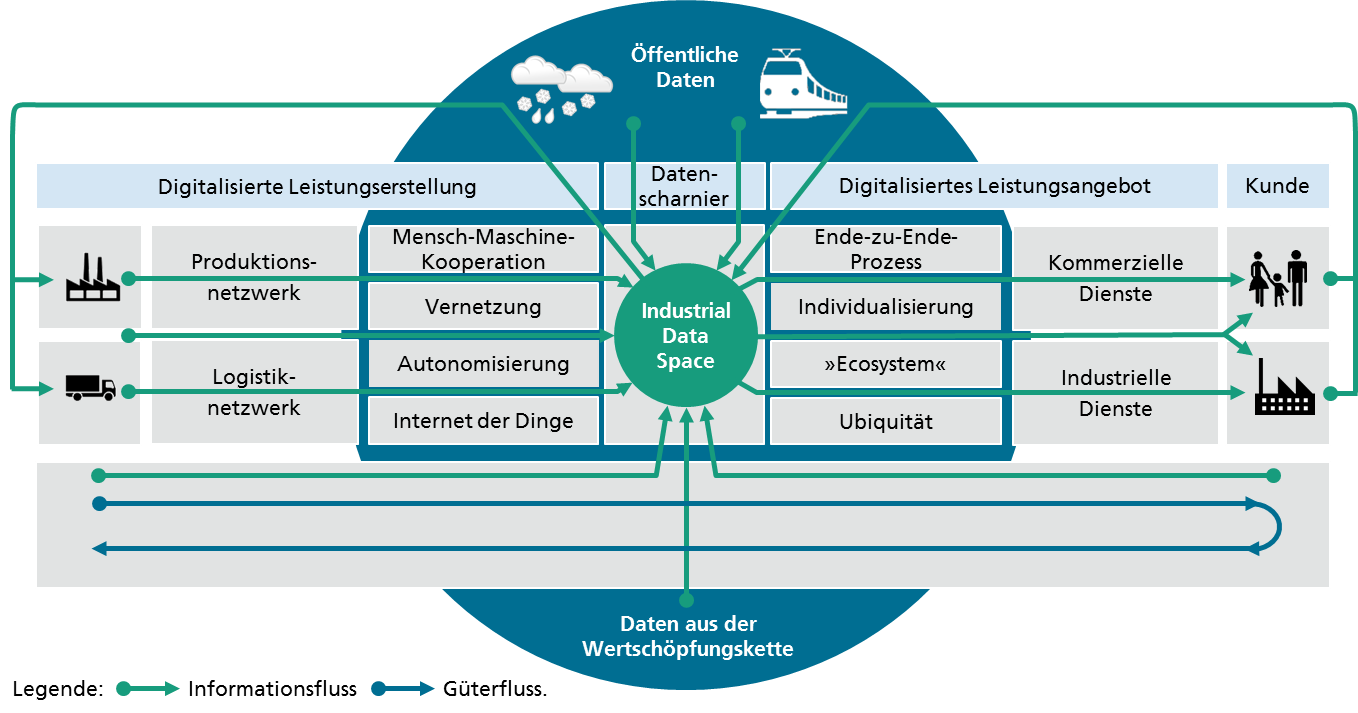
Die International Data Spaces können ein Bindeglied zwischen digitaler Produktion/Logistik und Smart Services sein.

Als Teil der aktuell angestrebten Industrie 4.0 verändert die Digitalisierung Unternehmen grundlegend, da sie neue Geschäftsmodelle ermöglicht und das Selbstverständnis ganzer Branchen verändert. Somit sind Unternehmen gefordert, sich der Digitalisierung anzuschließen und ihre Wettbewerbsfähigkeit zu sichern. Dadurch hat die Digitalisierung zur Folge, dass Daten einen bedeutenden Beitrag zum Unternehmenserfolg leisten. Der Austausch von Daten führt gleichzeitig zu der Gefahr die eigene Datenhoheit zu verlieren. Diesen Zielkonflikt lösen die International Data Spaces durch ihr einzigartiges Architekturkonzept. Dabei geben die Besitzer von Daten beim Austausch nicht ihre Datensouveränität ab. Datensouveränität ist die exklusive und souveräne Entscheidungshoheit über die Nutzung der eigenen Daten. Die Durchsetzung der Nutzungsrestriktionen erfolgt dabei durch spezielle Usage Policies, damit alle Teilnehmer am transparenten Datenaustausch teilnehmen können. Somit ist der souveräne Datenaustausch eine Kernkompetenz der Digitalisierung und die International Data Spaces bieten die dazugehörige Technologie.
Konsequenterweise gehört zu deren Digitalisierung auch der Austausch von Daten. Der sichere Datenaustausch und die einfache Kombination in Wertschöpfungsnetzwerken sind Voraussetzung für smarte Services, innovative Leistungsangebote und automatisierte Geschäftsprozesse. Vor diesem Hintergrund haben die International Data Spaces bereits in der deutschen und ausländischen Politik Aufmerksamkeit erlangt.
Die datengetriebene Innovation äußert sich in vier Facetten:
| Innovationskategorie    | Beispiel für die International Data Spaces |
| ----------------------- | --- |
| Produktinnovation       | In der pharmazeutischen Industrie erlaubt die Nutzung von Gesundheitsdaten wirksamere, individuellere Medikamente und Behandlungskonzepte. Dafür müssen verschiedene Akteure in einem Ökosystem zusammenarbeiten wie Anbieter pharmazeutischer Produkte, Krankenkassen, Gesundheitsdienstleister und die Patienten. Gleichzeitig muss der Patient zu jeder Zeit die Souveränität über die eigenen Daten behalten.                                                                                        |
| Service-Innovation      | Modernes Verkehrsmanagement nutzt bei der Routenplanung und -navigation von Fahrzeugen nicht allein traditionelle Informationen wie Kartenmaterial oder Verkehrsmeldungen, sondern Routenberechnungen erfolgen dynamisch unter Nutzung verschiedener Datenquellen, etwa von Verkehrsleitzentralen. |
| Prozess-Innovation      | Der Einzelhandel vermeidet „Out of Stock“-Situationen im Supermarktregal, indem Warenflüsse zu jeder Zeit mit Informationsflüssen gekoppelt werden. Daten zum Transportgut (Lokation, Zustand usw.) sind allen Partnern im Wertschöpfungsnetzwerk zu jeder Zeit verfügbar, sodass der Einzelhandel, die Lieferanten und die Logistikdienstleister ihre Lieferkette gemeinschaftlich steuern und überwachen können. Daten werden so zum Gemeinschaftsgut, von dem alle Wertschöpfungspartner profitieren. |
| Organisationsinnovation | Die Fertigung von Kleinserien in der Automobilindustrie, etwa bei Elektrofahrzeugen, basiert auf der Selbststeuerung von Fahrzeugen und Komponenten. Dazu müssen Stammdaten der Produkte, Auftragsdaten, Transportangaben usw. gemeinschaftlich, sicher im Ökosystem aus Hersteller, Zulieferer und Logistikdienstleister bewirtschaftet werden. |

Zur Nutzung dieser Innovationspotenziale stellen die International Data Spaces Datendienste bereit, die beispielsweise der Anonymisierung von Daten, Integrationsdienste und die Einstellung von „Verfallsdaten“ für die Datennutzung umfassen. Auf diese Weise unterstützen die International Data Spaces Unternehmen bei ihrer digitalen Transformation.

## Merkmale und Aufbau

Zusammenspiel der Komponenten der International Data Spaces

Die International Data Spaces setzen sich aus der Gesamtheit aller Endpunkte (Connectoren) zusammen sowie verschiedenen Komponenten (Software) wie Broker, Clearinghaus, Identitätsanbieter und App Store. Der Connector stellt für die teilnehmenden Unternehmen eine standardisierte Schnittstelle zu den International Data Spaces dar. Dieser Zugangspunkt ermöglicht einerseits die gezielte und kontrollierte Bereitstellung eigener Daten, andererseits den autorisierten Zugriff auf Daten anderer Teilnehmer. Die International Data Spaces sind folglich kein zentraler Datenspeicher, sondern folgen einem föderalen Architekturkonzept.

### Connector
Der Connector ist eine Software, die beim teilnehmenden Unternehmen oder bei einer Plattform installiert wird und dadurch den technischen Zugang zum IDS Ökosystem bereitstellt. Bei dem Connector kann es sich dabei um eine monolithische bzw. geschlossene Software handeln oder schlicht um eine Kombination unterschiedlicher existierender Software, welche den Vorgaben des Referenzarchitekturmodells und den darauf aufbauenden International Data Spaces-Zertifizierungskriterien folgt. Zur Entwicklung eines International Data Spaces Connectors stellt die Fraunhofer-Gesellschaft ein Framework bereit. Das International Data Spaces Framework zielt darauf ab, Infrastrukturkomponenten zu kapseln, um die Entwicklung eines International Data Spaces Connectors zu vereinfachen. Dies soll es dem Entwickler ermöglichen, sich gänzlich auf die Umsetzung der Anwendungslogik zu konzentrieren. Die Connector-Architektur verwendet dabei die Application Container Management Technologie um eine isolierte und sichere Umgebung für individuelle Data Services bereitzustellen.

### Broker
Der IDS Broker besteht aus einem Connector und stellt die notwendige Schnittstelle für jegliche Kommunikation zwischen verschiedenen Connectoren im IDS. Dabei werden Datenquellen in Form eines Metadata Repository auf dem Broker gespeichert und können von anderen Connectoren abgerufen werden. Folgende Dienste werden dabei vom IDS Broker für Datenquellen ausgeführt: Registrierung, Veröffentlichung, Wartung und Index basierte Queries. Zusätzlich können maschinenlesbare Beschreibungen konform zum IDS Informationsmodell erstellt werden und Heartbeats durchgeführt werden, um inaktive Connectoren aufzuspüren.

### Clearinghaus
Das Clearinghaus (engl. Clearing House) ist ein Intermediär der Abrechnungsdienste im IDS erstellt. Dafür werden die Finanz- und Daten-Transaktionen bei der Clearingstelle protokolliert um eine korrekte Durchführung zu gewährleisten. Clearinghaus und Broker sind dabei technisch voneinander getrennt, können aber von derselben Organisation durchgeführt werden.

### Identitätsanbieter
Der Identitätsanbieter (engl. Identity Provider) stellt ein Identitätsmanagement nach modernen Standards und mit geringen organisatorischen Anforderungen für den IDS. Die Registrierungsstelle stellt dafür Dienste zur Erstellung, Wartung, Überwachung und Validierung von Identitätsinformationen bereit. Die registrierten Connectoren werden dabei von einem Dynamic Attribute Provisioning Service Attributsserver verwaltet. Dies wird benötigt, um Anfragen von Connectoren untereinander zu verwalten. Zugriffe werden jedoch immer von den registrierten Connectoren selbst genehmigt.

### App Store
Verschiedene Datenapplikationen können in einem Connector eingesetzt werden um Datenverarbeitungs-Workflows zu erleichtern. Dafür werden Datenapplikationen, sogenannte Data Apps, in einem Appstore bereitgestellt. Der App Store beinhaltet dabei Informationen über Data Apps, die von Data App Providern ergänzend hinzugefügt werden. Der IDS App Store bietet dazu verschiedene Suchoptionen, um Data Apps zu finden.

## Allgemeine Schlüsselmerkmale
Aus diesem Konzept ergeben sich folgende Schlüsselmerkmale:
- Sichere Datenwertschöpfungskette von der Entstehung der Daten bis zu ihrer Verwendung in smarten Services
- Flexible Endpunktszenarien, d. h. ein International Data Spaces Connector kann in klassischen Unternehmens-IT-Umgebungen implementiert sein, aber auch in Cloud-Umgebungen oder auf Geräten und Fahrzeugen in der Produktion und Logistik
- Leichtgewichtige Semantik auf Basis domänenspezifischer Vokabulare
- Einfache Kombination unterschiedlicher Datengüter
- Konfigurierbares Referenzarchitekturmodell
- Unterstützung domänenspezifischer Governance-Modelle
- Standardisierte Kollaborationsprozesse für die Datenbewirtschaftung
- Offener Entwicklungsprozess

## Fokus
Um dem eigentlichen Fokus der Initiative gerecht zu werden und bestehende Vorarbeiten sinnvoll zu nutzen, sind folgende Arbeiten nicht Ziel und Teil der International Data Spaces:
- Eine zentrale Instanz zur Datenspeicherung ist nicht vorgesehen (siehe Gaia-X).
- Ergebnis des Forschungsprojekts ist kein Produkt, sondern das Referenzarchitekturmodell und die Pilotimplementierungen. Auf deren Basis ist eine anschließende Produktentwicklung möglich.
- Es werden keine fachlichen smarten Services (z. B. Frachtbörsen o. ä.) entwickelt. Vielmehr bieten die International Data Spaces durch die Datendienste die Grundlage für die einfache und effiziente Entwicklung solcher Services.
- Die International Data Spaces liefern keinen Beitrag auf Datenübertragungsebene oder für den Echtzeitbereich, sondern greift auf bestehende Ansätze zurück.
- Es wird keine übergreifende domänenspezifische fachliche Standardisierung betrieben (z. B. in Form von Vokabularen, semantischen Standards), sondern auch hier werden vorhandene Arbeiten genutzt.

## Referenzarchitekturmodell
Die Architektur der International Data Spaces beschreiben in einem Modell alle Komponenten, die für einen sicheren Austausch und eine einfache Kombination von Daten im Ökosystem erforderlich sind, und gliedert sich dabei in vier Teilarchitekturen:
1. Governance-Architektur: Sie legt die „Spielregeln“ fest und regelt u. a. die Sichtbarkeit von Datenquellen, die Datenqualität und die wertmäßige Betrachtung der Daten.
2. Sicherheitsarchitektur: Sie stellt den sicheren Austausch von Daten, die Erkennung von Anomalien und den Datenschutz sicher.
3. Fachlich-funktionale Software-Architektur: Sie benennt und beschreibt die Software-Komponenten des International Data Spaces, zu denen der International Data Spaces Connector, ein App Store für Datendienste für die International Data Spaces sowie Bausteine zur Registrierung und Zertifizierung von Datendiensten und -quellen gehören.
4. Technische Architektur: Sie umfasst die Technologien, die zur Pilotierung der anderen drei Teilarchitekturen in den Anwendungsfällen erforderlich sind.

Das Referenzarchitekturmodell und die darin enthaltene Beschreibung dieser Teilarchitekturen ist offen und kann von Dritten aufgegriffen und umgesetzt werden. Im April 2019 wurde Version 3 des Referenzarchitekturmodells veröffentlicht.

## Forschungsprojekte zu den International Data Spaces
Die Architektur des International Data Spaces hat die Fraunhofer-Gesellschaft im Rahmen eines durch das Bundesministerium für Bildung und Forschung (BMBF) geförderten Forschungsprojektes seit Oktober 2015 entwickelt (Förderkennzeichen 01IS15054). Das Forschungsprojekt verfolgte zwei wesentliche Ziele:
- Entwurf des Referenzarchitekturmodells für die International Data Spaces
- Pilotierung des Referenzarchitekturmodells in ausgewählten Use Cases

Am 1. Oktober 2017 ist die ebenfalls durch das Bundesministerium für Bildung und Forschung geförderte und durch die Fraunhofer-Gesellschaft bearbeitete zweite Phase gestartet. Ihr Ziel ist es, die in der ersten Phase entwickelte Referenzarchitektur international zu etablieren. Dabei ist es bedeutsam, eine einheitliche Lösung zu entwickeln, die mit international bestehenden Modellen wie dem des Industrial Internet Consortiums aus den USA oder der Industrial-Value-Chain-Initiative aus Japan kompatibel ist.
Leiter beider Forschungsprojekte war und ist Boris Otto.
Die Arbeiten sind eng verzahnt und abgestimmt mit der Plattform Industrie 4.0. Projektmitwirkende des Forschungsprojekts arbeiten in den Arbeitsgruppen der Plattform mit. Die International Data Spaces sind auf der „Landkarte Industrie 4.0“ verzeichnet, die im Rahmen des Nationalen IT-Gipfels 2015 vorgestellt wurde.
Weitere Forschungsprojekte, in denen die International Data Spaces weiterentwickelt werden oder Anwendung findet, sind (unvollständige Liste):
- AMable – Additively Manufacturable (EU)
- Data Intelligence Hub[33] der T-Systems[34]
- Data Ports (EU)
- EIT Food Digital Twin (EU)
- EOSCpilot – The European Open Science Cloud for Research Pilot Project (EU)
- Fraunhofer Cluster of Excellence Cognitive Internet Technologies (CCIT)[35]
- Gaia-X
- German Edge Cloud[36]
- Industrie 4.0[37]
- Industrie 4.0 Recht-Testbed (BMWi)
- Mobility Data Space (MDS)
- MIDIH – Manufacturing Industry Digital Innovation Hubs (EU)

## International Data Spaces Association (vormals: Industrial Data Space Association)
Der gemeinnützige Verein Industrial Data Space e. V. wurde am 26. Januar 2016 in Berlin mit 18 Gründungsmitgliedern gegründet und mit Wirkung zum 26. November 2018 in International Data Spaces e.V. umbenannt. Der Verein bietet Unternehmen, Forschungseinrichtungen, Verbänden und Initiativen in mehreren Arbeitsgruppen die Möglichkeit, die International Data Spaces mitzugestalten. Dazu fördert er Forschung und Wissenschaft im Bereich des sicheren Austausches von Industriedaten, bündelt die Anforderungen aus der Wirtschaft an die International Data Spaces, organisiert den Erfahrungsaustausch zwischen Wissenschaft und Wirtschaft und entwickelt Leitlinien für die Zertifizierung und Standardisierung und legt somit die Grundlagen für die Verwertung der Ergebnisse verschiedener Forschungsprojekte zu Datenräumen.
So stellen sich folgende Aufgaben und Ziele heraus:
- Standardisierung und Zertifizierung
- Information und Weiterbildung für KMU
- Bündelung von Anwenderanforderungen und Use-Cases
- Kooperation mit verwandten Initiativen
- Interessenvertretung auf EU-Ebene

Der Verein hat im Jahr 2020 125 Mitglieder und wird von einem zwölfköpfigen Vorstand geleitet. Vorsitzender des Vorstandes ist Dr. Reinhold Achatz, ehemaliger CTO der thyssenkrupp AG, Stellvertreter sind Antje William, Deutsche Telekom AG und Boris Otto, Institutsleiter des Fraunhofer-Institut für Software und Systemstechnik ISST. Geschäftsführer des Vereins sind Thorsten Hülsmann und Lars Nagel.
Neben einer Kooperation mit der OPC Foundation finden unter anderem Aktivitäten zur Vernetzung mit dem Industrial Internet Consortium, der Industrial Value Chain Initiative, der FIWARE Foundation und der Plattform Industrie 4.0 statt.
Der International Data Spaces e. V. ist an mehreren Förderprojekten des Programms Horizon 2020 der Europäischen Union beteiligt.